# Duits curlingteam (gemengddubbel)
Het Duits curlingteam vertegenwoordigt Duitsland in internationale curlingwedstrijden.

## Geschiedenis
Duitsland debuteerde op het wereldkampioenschap curling voor gemengddubbele landenteams van 2012 in Erzurum, Turkije. Het land haalde de play-offs niet. Het beste resultaat op wereldkampioenschappen was een derde plaats in 2022.
Duitsland nam nog niet deel aan het gemengddubbel op de Olympische Winterspelen.

## Duitsland op het wereldkampioenschap
| Jaar | Plaats        | Team                                | WG            | W             | V             | PV            | PT            |
| ---- | ------------- | ----------------------------------- | ------------- | ------------- | ------------- | ------------- | ------------- |
| 2008 | Geen deelname | Geen deelname                       | Geen deelname | Geen deelname | Geen deelname | Geen deelname | Geen deelname |
| 2009 | Geen deelname | Geen deelname                       | Geen deelname | Geen deelname | Geen deelname | Geen deelname | Geen deelname |
| 2010 | Geen deelname | Geen deelname                       | Geen deelname | Geen deelname | Geen deelname | Geen deelname | Geen deelname |
| 2011 | Geen deelname | Geen deelname                       | Geen deelname | Geen deelname | Geen deelname | Geen deelname | Geen deelname |
| 2012 | 20            | Manuel Walter & Ann-Kathrin Bastian | 8             | 3             | 5             | 54            | 55            |
| 2013 | Geen deelname | Geen deelname                       | Geen deelname | Geen deelname | Geen deelname | Geen deelname | Geen deelname |
| 2014 | 32            | Stefan Knohl & Andrea Fischer       | 7             | 1             | 6             | 28            | 66            |
| 2015 | Geen deelname | Geen deelname                       | Geen deelname | Geen deelname | Geen deelname | Geen deelname | Geen deelname |
| 2016 | 32            | Rainer Schöpp & Andrea Schöpp       | 6             | 1             | 5             | 32            | 44            |
| 2017 | 23            | Andy Büttner & Julia Meißner        | 7             | 2             | 5             | 37            | 52            |
| 2018 | 29            | Andy Büttner & Julia Meißner        | 7             | 3             | 4             | 41            | 47            |
| 2019 | 20            | Konstantin Kämpf & Pia-Lisa Schöll  | 7             | 4             | 3             | 47            | 34            |
| 2021 | 10            | Klaudius Harsch & Pia-Lisa Schöll   | 9             | 5             | 4             | 64            | 45            |
| 2022 | 3             | Klaudius Harsch & Pia-Lisa Schöll   | 12            | 8             | 4             | 84            | 66            |
| 2023 | 18            | Klaudius Harsch & Pia-Lisa Schöll   | 10            | 2             | 8             | 56            | 70            |
| 2024 | 11            | Sixten Totzek & Lena Kapp           | 9             | 4             | 5             | 58            | 64            |
| 2025 | 14            | Joshua Sutor & Pia-Lisa Schöll      | 9             | 2             | 7             | 44            | 69            |

Australië · België · Brazilië · Bulgarije · Canada · China · Chinees Taipei · Denemarken · Duitsland · Engeland · Estland · Filipijnen · Finland · Frankrijk · Griekenland · Groot-Brittannië · Guyana · Hongarije · Hongkong · Ierland · India · Israël · Italië · Jamaica · Japan · Kazachstan · Kirgizië · Koeweit · Kosovo · Kroatië · Letland · Litouwen · Luxemburg · Mexico · Mongolië · Nederland · Nieuw-Zeeland · Nigeria · Noorwegen · Oekraïne · Oostenrijk · Polen · Portugal · Puerto Rico · Qatar · Roemenië · Rusland · Saoedi-Arabië · Schotland · Servië · Slovenië · Slowakije · Spanje · Thailand · Tsjechië · Turkije · Verenigde Staten · Wales · Wit-Rusland · Zuid-Korea · Zweden · Zwitserland